# Hansjürgen Brachmann
Hansjürgen Brachmann (auch in der Schreibweise Hans-Jürgen Brachmann; * 11. März 1938 in Senftenberg; † 5. Juni 1998 in Berlin) war ein deutscher Mittelalterarchäologe.

## Leben
Hansjürgen Brachmann wuchs in schwierigen Verhältnissen auf. Er legte 1956 sein Abitur ab und machte anschließend bis 1957 ein Praktikum am Museum für Ur- und Frühgeschichte Schwerin. Von 1957 bis 1961 studierte er an der Universität Halle unter anderem bei Friedrich Schlette Ur- und Frühgeschichte sowie Geschichte und schloss das Studium als Diplom-Historiker ab. Daran schloss sich eine planmäßige wissenschaftliche Aspirantur an der Universität Halle an, 1964/65 war er wissenschaftlicher Sekretär im Dekanat der Philosophischen Fakultät. 1965 wurde Brachmann wissenschaftlicher Oberassistent am Institut für Ur- und Frühgeschichte der Humboldt-Universität zu Berlin. Die Promotion erfolgte im Juni 1969 in Halle mit einer Arbeit zum Thema Zur Geschichte der Slawen des Mittelelb-Saale-Gebietes im 6. bis 10. Jahrhundert (Auf Grund archäologischer Quellen). Gutachter waren Schlette und Joachim Herrmann.
Nach der Promotion und kurzer Assistentenzeit an der Humboldt-Universität zu Berlin wurde er wissenschaftlicher Sekretär am Institut für Alte Geschichte und Archäologie der Deutschen Akademie der Wissenschaften und nach der Umstrukturierung dieser Institution Leiter des wissenschaftlichen Sekretariats am Zentralinstitut für Alte Geschichte und Archäologie (ZIAGA) der Akademie der Wissenschaften der DDR. Mit der Arbeit Der mittelalterliche Befestigungsbau. Untersuchungen zu Stellung und Funktion der Wehrbauten im Geneseprozess der mitteleuropäischen Feudalgesellschaft habilitierte Brachmann sich an der Akademie, wo er im September 1985 zum Professor ernannt wurde. 1985 wurde er auch stellvertretender Direktor des ZIAGA. Gegen Ende der DDR war Brachmann Mitglied des Präsidiums der Historiker-Gesellschaft der DDR. Von 1991 bis 1993 war er wissenschaftlicher Mitarbeiter des Forschungsschwerpunktes Geschichte und Kultur Ostmitteleuropas in Leipzig. Hier wirkte er vor allem als Organisator und war Mitherausgeber vieler Schriften, in denen archäologische Ergebnisse aufgearbeitet wurden. Kurz vor seinem 60. Geburtstag schied er aufgrund einer schweren Erkrankung aus dem Arbeitsleben aus.

## Schriften
- Slawische Stämme an Elbe und Saale. Zu ihrer Geschichte und Kultur im 6. – 10. Jh. Auf Grund archäologischer Quellen, Akademie-Verlag, Berlin 1978 (Schriften zur Ur- und Frühgeschichte, Bd. 32)
- Herausgeber mit Joachim Herrmann: Frühgeschichte der europäischen Stadt : Voraussetzungen, Grundlagen, Akademie-Verlag, Berlin 1991 (Schriften zur Ur- und Frühgeschichte, Bd. 44) ISBN 3-05-000923-3
- Herausgeber mit Heinz-Joachim Vogt: Mensch und Umwelt. Studien zu Siedlungsausgriff und Landesausbau in Ur- und Frühgeschichte, Akademie-Verlag, Berlin 1992 ISBN 3-05-001866-6
- Der frühmittelalterliche Befestigungsbau in Mitteleuropa. Untersuchungen zu seiner Entwicklung und Funktion im germanisch-deutschen Bereich, Akademie-Verlag, Berlin 1993 (Schriften zur Ur- und Frühgeschichte, Bd. 45) ISBN 3-05-001995-6
- Herausgeber: Burg – Burgstadt – Stadt. Zur Genese mittelalterlicher nichtagrarischer Zentren in Ostmitteleuropa, Akademie-Verlag, Berlin 1995 (Forschungen zur Geschichte und Kultur des östlichen Mitteleuropa 2) ISBN 3-05-002601-4
- Herausgeber mit Jan Klápště: Hausbau und Raumstruktur früher Städte in Ostmitteleuropa, Institute of Archeology, Prag 1996 (Památky archeologické. Supplementum, Bd. 6) ISBN 80-901934-7-1
- mit Elzbieta Foster, Christine Kratzke, Heike Reimann: Das Zisterzienserkloster Dargun im Stammesgebiet der Zirzipanen. Ein interdisziplinärer Beitrag zur Erforschung mittelalterlicher Siedlungsprozesse in der Germania Slavica. Steiner Verlag, Stuttgart 2003.